# أهل الصريمي (ردفان)

تعديل مصدري - تعديل

أهل الصريمي هي إحدى قرى عزلة الحبيلين بمديرية ردفان التابعة لمحافظة لحج، بلغ تعداد سكانها 99 نسمة حسب تعداد اليمن لعام 2004.